# صومل (الجميمة)
صومل هي إحدى قرى عزلة بقره الغربية بمديرية الجميمة التابعة لمحافظة حجة، بلغ تعداد سكانها 213 نسمة حسب تعداد اليمن لعام 2004.